# Lázně Bělohrad (stacja kolejowa)
Lázně Bělohrad – stacja kolejowa w miejscowości Lázně Bělohrad, w kraju hradeckim, w Czechach. Jest ważnym węzłem kolejowym o znaczeniu regionalnym. Znajduje się na wysokości 300 m n.p.m.
Jest zarządzana przez Správę železnic. Na stacji znajdują się kasy biletowe, na których istnieje możliwość zakupu biletów na wszystkie pociągi w tym międzynarodowe oraz rezerwacji miejsc.

## Linie kolejowe
- 040 Chlumec nad Cidlinou - Trutnov